# Ô Canada
Pour les articles homonymes, voir Ô Canada (homonymie).
Pour l’article ayant un titre homophone, voir Haut-Canada.
Ô Canada (O Canada en anglais) est l'hymne national du Canada. La chanson a été originellement commissionnée par le lieutenant-gouverneur du Québec Théodore Robitaille pour la cérémonie de la Saint-Jean-Baptiste de 1880, jour de fête nationale des Canadiens français. Les paroles françaises ont été écrites par Adolphe-Basile Routhier et la musique a été composée par Calixa Lavallée. En 1906, le chant a été traduit en anglais. Robert Stanley Weir, juge et poète amateur, a écrit en 1908 une version anglaise qui n'est pas une traduction littérale de la version originale en français.
La chanson, qui était l'origine un chant patriotique canadien-français, est devenue dans sa version anglaise de plus en plus connue au cours des décennies et s'est ensuite imposée comme un chant patriotique populaire chez les Canadiens anglais, durant la seconde moitié du XXe siècle, remplaçant alors The Maple Leaf Forever. La chanson est adoptée officiellement en 1980 comme hymne national du Canada, et ne reprend que le premier couplet et refrain des versions françaises et anglaises.
Vive la Canadienne est une chanson qui était utilisée comme hymne national par les Canadiens français avant que ceux-ci n'adoptent Ô Canada comme hymne national. Du côté des Canadiens anglais, The Maple Leaf Forever (« La Feuille d'érable pour toujours ») était utilisée comme hymne national, de la fin du XIXe siècle jusqu'au milieu du XXe siècle.
La chanson est devenue de facto hymne national en 1939 lors de la visite du roi George VI à Ottawa, et a été adopté de manière officielle par une loi du Parlement en date du 1er juillet 1980, c'est-à-dire lors de la Fête du Canada.
Les paroles de la version anglaise ont été modifiées à deux reprises en 1968 par un comité mixte du Sénat et de la Chambre des communes ; la version française quant à elle n'a pas été modifiée, si ce n'est que le deuxième, troisième et quatrième couplet de Basile Routhier n'ont pas été inclus dans l'hymne officiel. Les deux versions se composent de quatre strophes, mais généralement seule la première strophe et le premier refrain sont chantés aujourd'hui. Une version bilingue a été également introduite, et est utilisée lors d'un événement national ou bien international.
En 1984, lors de sa visite au Canada, le pape Jean-Paul II a chanté les vers « Car ton bras sait porter l'épée, Il sait porter la croix ! » pour rappeler les origines chrétiennes du pays et de l'hymne.
Les paroles de la version anglaise ont été modifiées le 31 janvier 2018 via un projet de loi : la phrase « true patriot love in all thy sons command » (« commande en tous tes fils un fidèle amour patriotique ») a été remplacée par « true patriot love in all of us command » (« commande en nous tous un fidèle amour patriotique »).

## Paroles

### Version française officielle
La version officielle en français est interprétée lors d'événements politiques ou sportifs dans les régions francophones du Canada.
| Paroles officielles (fr) |
| --- |
| Ô Canada ! Terre de nos aïeux, Ton front est ceint de fleurons glorieux ! Car ton bras sait porter l'épée, Il sait porter la croix ! Ton histoire est une épopée Des plus brillants exploits. Et ta valeur, de foi trempée, Protégera nos foyers et nos droits, Protégera nos foyers et nos droits. |

### Version anglaise officielle
La version officielle en anglais est interprétée lors d'événements politiques ou sportifs dans les régions anglophones du Canada.
| Paroles officielles (en) | Traduction en français |
| --- | --- |
| O Canada! Our home and native land! True patriot love in all of us command. With glowing hearts we see thee rise, The True North strong and free! From far and wide, O Canada, we stand on guard for thee. God keep our land glorious and free! O Canada, we stand on guard for thee, O Canada, we stand on guard for thee. | Ô Canada ! Notre foyer et pays natal ! Commande chez tous un fidèle amour patriotique. Avec les cœurs rayonnants nous te regardons prendre ton essor, Le vrai Nord fort et libre ! De loin et de partout, Ô Canada, nous veillons sur toi. Que Dieu protège notre pays, glorieux et libre ! Ô Canada, nous veillons sur toi, Ô Canada, nous veillons sur toi. |

### Versions bilingues officielles
Cette version bilingue est interprétée lors d'événements politiques ou sportifs au niveau national, dans la capitale fédérale, ou bien à l'international.
| Paroles officielles (en + fr) |
| --- |
| O Canada! Our home and native land! True patriot love in all of us command. Car ton bras sait porter l'épée, Il sait porter la croix ! Ton histoire est une épopée Des plus brillants exploits. God keep our land, glorious and free! O Canada, we stand on guard for thee. |

Cette deuxième version bilingue est chantée lors des événements au Québec, autant sportifs que des actes institutionnels (tels que cérémonies de citoyenneté), lorsque la version strictement francophone n'est pas utilisée. Elle est aussi chantée dans les écoles d'immersion française dans le reste du Canada.
| Paroles officielles (fr + en) |
| --- |
| Ô Canada ! Terre de nos aïeux, Ton front est ceint de fleurons glorieux. Car ton bras sait porter l'épée, Il sait porter la croix. Ton histoire est une épopée Des plus brillants exploits God keep our land, glorious and free! O Canada, we stand on guard for thee. |

### Paroles françaises originales par Routhier (1880)
| Paroles originales (fr) |
| --- |
| Ô Canada ! Terre de nos aïeux, Ton front est ceint de fleurons glorieux ! Car ton bras sait porter l'épée, Il sait porter la croix ! Ton histoire est une épopée Des plus brillants exploits. Et ta valeur, de foi trempée, Protégera nos foyers et nos droits, Protégera nos foyers et nos droits. Sous l'œil de Dieu, près du fleuve géant, Le Canadien grandit en espérant. Il est né d'une race fière, Béni fut son berceau. Le ciel a marqué sa carrière Dans ce monde nouveau. Toujours guidé par sa lumière, Il gardera l'honneur de son drapeau, Il gardera l'honneur de son drapeau. De son patron, précurseur du vrai Dieu, Il porte au front l'auréole de feu. Ennemi de la tyrannie, Mais plein de loyauté, Il veut garder dans l'harmonie, Sa fière liberté. Et par l'effort de son génie, Sur notre sol asseoir la vérité, Sur notre sol asseoir la vérité. Amour sacré du trône et de l'autel, Remplis nos cœurs de ton souffle immortel ! Parmi les races étrangères, Notre guide est la loi : Sachons être un peuple de frères, Sous le joug de la foi. Et répétons, comme nos pères, Le cri vainqueur : « Pour le Christ et le Roi ! » Le cri vainqueur : « Pour le Christ et le Roi ! » |

### Paroles anglaises originales par Weir (1908)
| Paroles originales (en) | Traduction en français |
| --- | --- |
| O Canada! Our home and native land! True patriot love thou dost in us command. We see thee rising fair, dear land, The True North, strong and free; And stand on guard, O Canada, We stand on guard for thee. O Canada! O Canada! O Canada! We stand on guard for thee, O Canada! We stand on guard for thee. O Canada! Where pines and maples grow, Great prairies spread and lordly rivers flow, How dear to us thy broad domain, From East to Western Sea; Thou land of hope for all who toil! Thou True North, strong and free! O Canada! O Canada! O Canada! We stand on guard for thee, O Canada! We stand on guard for thee. O Canada! Beneath thy shining skies May stalwart sons and gentle maidens rise, To keep thee steadfast through the years, From East to Western Sea. Our own beloved native land! Our True North, strong and free! O Canada! O Canada! O Canada! We stand on guard for thee, O Canada! We stand on guard for thee. Ruler Supreme, Who hearest humble prayer, Hold our dominion in Thy loving care. Help us to find, O God, in Thee, A lasting, rich reward, As waiting for the Better Day We ever stand on guard. O Canada! O Canada! O Canada! We stand on guard for thee, O Canada! We stand on guard for thee. | Ô Canada ! Notre foyer et pays natal ! Tu nous commandes le véritable amour patriotique. Nous te voyons prendre ton essor, beau et cher pays, Le vrai Nord, fort et libre ; Et nous veillons, Ô Canada, Nous veillons sur toi. Ô Canada ! Ô Canada ! Ô Canada ! Nous veillons sur toi. Ô Canada ! Nous veillons sur toi. Ô Canada ! Où les pins et les érables poussent, Les grandes prairies s'étendent et les nobles rivières s'écoulent, Combien ton vaste domaine nous est cher, D'un océan à l'autre ; Toi, terre d'espoir pour tous ceux qui y travaillent dur ! Toi le vrai Nord, fort et libre ! Ô Canada ! Ô Canada ! Ô Canada ! Nous veillons sur toi. Ô Canada ! Nous veillons sur toi. Ô Canada ! Sous tes cieux brillants Puissent tes vaillants fils et tes douces jeunes filles s'élever, Pour te conserver loyalement à travers les années, D'un océan à l'autre. Notre propre terre natale bien-aimée ! Notre vrai Nord, fort et libre ! Ô Canada ! Ô Canada ! Ô Canada ! Nous veillons sur toi. Ô Canada ! Nous veillons sur toi. Souverain suprême, qui entend l'humble prière, Conserve notre dominion dans ta sollicitude. Aide-nous à trouver, Ô Dieu, en toi, Une récompense, riche et durable. En attente du jour meilleur Nous veillons toujours. Ô Canada ! Ô Canada ! Ô Canada ! Nous veillons sur toi. Ô Canada ! Nous veillons sur toi. |

## Inspirations
Les premières notes de la mélodie ressemblent à celles de l'acte II de l'opéra La Flûte enchantée de Mozart, soit celles de la Marche des Prêtres.

## Hommages
- Une plaque commémorative est présente dans la ville de Québec pour informer des origines de l'hymne.